# えびの市立飯野小学校
えびの市立飯野小学校（えびのしりつ いいのしょうがっこう）は、宮崎県えびの市大字原田にある公立の小学校。

## 概要
歴史
学制の頒布された1872年（明治5年）に創立。現校名となったのは1970年（昭和45年）。2022年（令和4年）に創立150周年を迎えた。
校章
中央に校名の略称である「飯小」の文字（縦書き）を配している。
校歌
作詞は黒木清次、作曲は海老原直による。歌詞は3番まであり、各番の歌詞中に校名の「飯野小学校」が登場する。
通学区域
えびの市のうち、「堀浦、上大河平、下大河平、杉水流、五日市、東原田、麓、町、坂元、前田、苧畑、大明司、山内（鳥越、後川内班）、上上江（旭第1、旭第2、上駅西、宮前、下駅西、野中田、泉、宮廻、田の上、掘之内、古城の各班）、駅前、中原田、上原田、南原田、片馬場、高野」。
中学校区はえびの市立飯野中学校。

## 沿革
前史
- 1867年（慶応3年）- 幻生寺（字内切原、現・えびの市役所飯野出張所の北西）の客殿に「聖明館」（成銘館）と称する学舎が開設される。

正史
- 1872年（明治5年）- （学制が頒布される。）旧地頭仮屋を校舎として「第二十九郷校」が開設される。（創立年）
- 1873年（明治6年）- 「第八十五番小学校」となり、間もなく「飯野小学校」と称する。
- 1876年（明治9年）- 在籍児童数が150名となる。
- 1877年（明治10年）- 西南の役により、校舎が全焼。
- 1878年（明治11年）- 旧校舎跡に新校舎が完成。
- 1886年（明治19年）- 小学校令施行により、簡易科（3年制）を設置の上、「簡易飯野小学校」と称する。
- 1888年（明治21年）- 児童数増加により、木造校舎1棟を新築。
- 1889年（明治22年）5月1日 - 町村制施行により、西諸県郡10村（原田、大河平、杉水流、前田、坂元、大明司、末永、上江、今西、池島）が合併の上、「飯野村」が発足。
- 1890年（明治23年）- 尋常科（4年制）を設置の上、「尋常飯野小学校」に改称。
- 1892年（明治25年）
  - この年 - 「飯野尋常小学校」に改称。
  - 11月 - 初めて修学旅行を実施。高野越えで熊本県人吉2泊という内容であった。
- 1893年（明治26年）8月1日 - 高等科（4年制）を併置の上、「飯野尋常高等小学校」（尋常科4年・高等科4年）に改称。
- 1896年（明治29年）5月 - 現在地に校舎を新築の上、移転を完了。この日を開校記念日と制定する。
- 1906年（明治39年）- 飯野村立実業補習学校が附設される。
- 1908年（明治41年）4月 - 改正小学校令により、尋常科（義務教育年限）が4年制から6年制に改められる。これにより、旧高等科1年を尋常科5年に、旧高等科2年を尋常科6年に、旧高等科3年を高等科1年に、旧高等科4年を高等科2年に改める。収容児童数の増加に伴い、校舎を増築。
- 1912年（明治45年）- 大講堂が完成。
- 1915年（大正4年）- 飯野女子技芸学校を併設。
- 1920年（大正9年）- 学校図書館を創立（開館は翌1921年（大正10年）3月）。
- 1922年（大正11年）- 木造2階建て6教室が完成。
- 1925年（大正14年）- 飯野・上江・大河平農業補習学校を統合の上、「飯野農業補習学校」を開設。
- 1935年（昭和10年）- 青年学校令施行により、飯野青年学校が併置される。
- 1940年（昭和15年）4月3日 - 町制施行により、飯野町が発足。
- 1941年（昭和16年）4月1日 - 国民学校令施行により、「飯野町飯野国民学校」に改称。尋常科を初等科に改める。
- 1947年（昭和22年） - 学制改革が行われる（六・三制の実施）。
  - 4月1日 - 飯野国民学校初等科は、新制小学校「飯野町立飯野小学校」に改組・改称。鉄山営林集落の児童を対象に鉄山分校を設置。
  - 4月30日 - 飯野国民学校高等科と飯野青年学校普通科が統合の上、新制中学校「飯野町立飯野中学校」として設置が認可される。
  - 5月8日 - 飯野中学校の開校式および入学式が飯野小学校校舎で行われる。小学校校舎の一部を中学校へ貸与。
- 1948年（昭和23年）4月1日 - 飯野青年学校が廃止され、校舎を飯野中学校が継承したため、中学校との併設を解消。
- 1954年（昭和29年）- 大平分校[2]と高野分校が設置される。鉄山分校から高野分校へ23名が転出。
- 1964年（昭和39年）
  - 4月1日 - 鉄山分校を閉校（営林署従業員住宅の集団移転による）。
  - 4月13日 - 飯野町学校給食センターによる完全給食を開始。
- 1965年（昭和40年）3月 - 大平分校[2]を閉校。
- 1966年（昭和41年）11月3日 - 3町合併により、「えびの町立飯野小学校」と改称。
- 1968年（昭和43年）2月21日 - えびの地震が発生。
- 1970年（昭和45年）2月21日 - 市制施行により、「えびの市立飯野小学校」（現校名）に改称。
- 1983年（昭和58年）2月20日 - 創立110周年記念碑を建立。
- 2005年（平成17年）4月 - 高野分校を休校とする。
- 2008年（平成20年）4月 - えびの市立飯野中学校、宮崎県立飯野高等学校とともに、小中高一貫教育実践モデル校として指定を受ける。
- 2009年（平成21年）3月 - 高野分校を廃止。高野分校の最終所在地は宮崎県えびの市大字坂元1666番地。
- 2015年（平成27年）4月 - えびの市立大河平小学校を統合。
- 2018年（平成30年）2月21日 - えびの地震から50年の節目に、えびの市小中一斉避難訓練を実施。

旧・大河平小学校（おこびら）
- 1874年（明治7年）- 「第八十六番小学校」が開設される。大河平字本屋敷に校舎を建設。
- 1877年（明治10年）- 西南の役により、校舎を焼失。
- 1879年（明治12年）- 字平木場に校舎が完成。
- 1886年（明治19年）- 小学校令施行により、簡易科（3年制）を設置の上、「簡易大河平小学校」に改称。飯野小学校下大河平分校（字川上）を統合。
- 1890年（明治23年）- 尋常科（4年制）を設置の上、「尋常大河平小学校」に改称。
- 1891年（明治24年）- 下大河平地区が飯野小学校の校区となり、再び上大河平字平木場に移転。
- 1892年（明治25年）- 「大河平尋常小学校」に改称。
- 1901年（明治34年）5月 - 最終所在地に校舎が完成し、移転を完了。
- 1908年（明治41年）4月 - 改正小学校令により、尋常科（義務教育年限）が4年制から6年制に改められる。尋常科5年を新設。
- 1909年（明治42年）
  - 4月 - 尋常科6年を新設。
  - 7月 - 収容児童数増加により、木造校舎を増築。
- 1910年（明治43年）
  - 5月 - 東洋製材会社より、同社が継続する間、毎年一定の金額の寄付をしたいと申し出がある。
  - 11月3日 - 天長節に英国人のヘンリー・バージャー（東洋製材会社の支店長）が出席。
  - 9月 - 女子の補習機関が設置される。
- 1911年（明治44年）- 前述のように、東洋製材会社より寄付を受ける。
- 1912年（大正元年）12月 - 大河平農業補習学校が併置される。
- 1921年（大正10年）3月 - 校旗を制定。
- 1923年（大正12年）5月 - 北校舎2教室を増築。
- 1924年（大正13年）- 吉牟田分校を設置。
- 1940年（昭和15年）4月3日 - 町制施行により、飯野町が発足。
- 1941年（昭和16年）4月1日 - 国民学校令施行により、「飯野町大河平国民学校」に改称。尋常科を初等科に改める。
- 実施年月日不明 - 高等科を設置。
- 1947年（昭和22年）
  - 4月1日 - 学制改革（六・三制の実施）により、新制小学校「飯野町立大河平小学校」に改称。
  - 5月8日 - 新制中学校「飯野町立大河平中学校」を併置。
- 1966年（昭和41年）11月3日 - 3町合併により、「えびの町立大河平小学校」と改称。
- 1969年（昭和44年）3月31日 - えびの町立大河平中学校の閉校により、中学校区がえびの町立飯野中学校に変更となる。
- 1970年（昭和45年）2月21日 - 市制施行により、「えびの市立大河平小学校」（最終名）に改称。
- 1974年（昭和49年）- 創立100周年記念式典を挙行。
- 1979年（昭和54年）3月31日 - 吉牟田分校を閉校。
- 2008年（平成20年）4月1日 - 休校となる。
- 2015年（平成27年）3月31日 - えびの市立飯野小学校への統合により、閉校。
  - 最終所在地 - 宮崎県えびの市大字大河平2575番地

## 交通
最寄りの幹線道路
- JR九州 吉都線 「えびの飯野駅」下車 徒歩15分

最寄りのバス停留所
- 宮崎交通バス 「飯野」停留所

最寄りの幹線道路
- 国道268号

## 周辺
- えびの市立飯野中学校
- 宮崎県立飯野高等学校
- えびの警察署
- えびの市飯野地区コミュニティセンター
- 飯野保育園
- えびの市立病院
- 川内川